# Вакараву

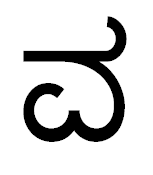
Вакараву

Вакараву (канн. ವಕಾರವು) — ва, буква алфавита каннада, обозначает лабиодентальный фрикативный сонант  /v/, акустически близок к русскому "В" в слове "вот".
Кагунита: ವಾ , ವಿ , ವೀ , ವು , ವೂ , ವೆ , ವೇ , ವೈ , ವೊ , ವೋ , ವೌ .
Подстрочная форма написания в лигатурах называется ваотту:

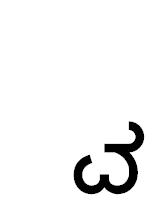
Ваотту (каннада)
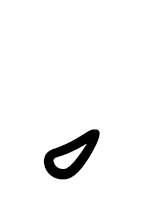
Тьенг во (кхмерский)
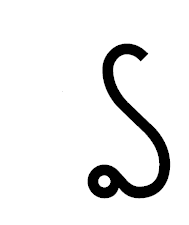
Ваватту (телугу)